# Маријци
Маријци (рус. марийцы), или народ Мари (мар. мари, марий, мары, маре, мӓрӹ; рус. мари, мары), су угро-фински народ, који претежно живи у Русији, односно у Републици Мариј Ел, у којој чини 44% становништва, и у којој представља други народ по бројности, после Руса (47%). Маријци су већином православне вероисповести, али поштују и традиционална веровања (култ предака). Говоре маријским језиком, који спада у угро-финску групу уралске породице језика.
Маријаца укупно има око 600.000.

## Етимологија
Име Мариј (мар. марий), јавља се са монголском инвазијом почетком 11. века. Претпоставља се да реч Мариј има слично значење као и комска и удмурска реч морт (морти, мори), а потиче од иранске (скитске) речи мирде, што значи „човек, муж, супруг“. Слично значење има и име суседног народа Мордвина (Мордовацa, Мордва).
Ранији руски назив је Черемиси (рус. черемисы).